# Droga wojewódzka nr 363
Droga wojewódzka nr 363 (DW363) – droga wojewódzka w województwie dolnośląskim. Droga łączy Bolesławiec z drogą wojewódzką nr 345 koło Drogomiłowic. Jej długość wynosi ok. 74 km. W Złotoryi przez ok. 6 km biegnie wspólnie z drogą wojewódzką nr 364 i 328.
Według aktualnego zarządzenia od 17go grudnia 2020 roku droga ta poprowadzona została starym przebiegiem drogi krajowej nr 3 w Bolkowie, natomiast zachodnia część jej starego przebiegu włączona została do drogi wojewódzkiej nr 382.

## Miejscowości leżące przy trasie DW363
- Bolesławiec – DW297
- Łaziska
- Warta Bolesławiecka
- Wartowice
- Iwiny
- kol. Garnczary
- Olszanica
- Zagrodno
- Złotoryja – DW328, DW364
- Kopacz
- Rokitnica
- Łaźniki
- Sichów
- Chroślice
- Piotrowice
- Jawor – DK3
- Luboradz
- Marcinowice
- Księżyce
- Jenków